# Messe in D (Smyth)
Die Messe in D-Dur ist das wahrscheinlich bedeutendste Werk der damals 34-jährigen Ethel Smyth; sie wird auch als „Das Meisterwerk“ Smyths bezeichnet.

## Geschichte
Sie wurde am 18. Januar 1893 in der Royal Albert Hall in London unter der Leitung von Sir Joseph Barnby uraufgeführt. Ausführende waren die Royal Choral Society mit dem Albert Hall Orchestra.:201 Es ist das einzige geistliche Werk der Komponistin. Die Komponistin schrieb dazu: 

„Alles, was in meinem Herzen war, legte ich in dieses Werk, aber kaum war es vollendet, wich der orthodoxe Glaube merkwürdigerweise von mir, um niemals zurückzukehren […] Wer soll den göttlichen Plan ermessen? Nur das will ich sagen: in keinem Abschnitt meines Lebens fühlte ich mich vernünftiger, weiser und der Wahrheit näher. Niemals war mir diese Phase – im Vergleich zu anderen, die darauf folgten – überreizt, unnatürlich oder hysterisch erschienen; es war einfach eine religiöse Erfahrung, die in meinem Fall nicht von Dauer sein konnte.“

Trotz ihrer persönlich guten Kontakte zu namhaften Komponisten war es ihr nicht möglich, von ihnen Unterstützung zu erhalten. Sie suchte in ganz England nach einem Dirigenten für ihr Werk, doch die in der Tradition stehenden Männer, insbesondere Hubert Parry, Charles Villiers Stanford und Arthur Sullivan, betrachteten die Arbeiten und den Lebenswandel der Künstlerin wahrscheinlich geringschätzig. Hilfe kam von königlicher Seite: Ex-Kaiserin Eugénie, die Witwe Napoleons III., hielt sich in England im Exil auf und war bereit, die Messe mit der Herausgabe der Noten bei dem renommierten, 1811 von Vincent Novello gegründeten Verlag Novello Co. zu finanzieren. Auch erhielt Smyth die Möglichkeit, Königin Viktoria ein kleines Vorspiel zu geben. Sie selbst schreibt dazu: 

“And now, emboldened by the sonority of the place, I did the Gloria the most tempestuous and, I thought, the best number of all. At a certain drum effect a foot, even, came into play, and I fancy that as regards volume of sound at least, the presence of a real chorus and orchestra was scarcely missed! This time, fortified by the simplicity and genuineness of the Sovereign’s appreciation, I thought I would risk a glance at the faces of her terrifying Court. What matter if astonishment and secret scandalisation be there depicted? I was well down in the saddle now, not easily to be thrown!  I glanced. They were stupendous. No surprise, no emotion of any kind! a spectacle so exciting, because so fantastic, that the result was a finale to that Gloria such as I had never before succeeded in wresting out!”

„Ermutigt durch die Klangfülle des Raumes, stimmte ich nun das ‚Gloria‘ an – die leidenschaftlichste, und – wie ich dachte – die beste Nummer von allen. Als ein gewisser Trommeleffekt kam sogar ein Fuß ins Spiel, und ich vermute, zumindest was das Klangvolumen angeht, wurde die Anwesenheit eines richtigen Chores und Orchesters nicht vermisst! Diesmal, bestärkt durch die einfache und echte Anerkennung der Herrscherin, glaubte ich, einen Blick in die Gesichter ihres furchterregenden Hofstaates wagen zu können. Was machte es schon, wenn Erstaunen und heimliches Schockiertsein sich auf ihren Gesichtern abzeichneten? Ich saß jetzt tief im Sattel und war nicht so leicht herauszuheben! Ich blickte um mich. Sie waren phantastisch. Keine hochgezogene Braue, keinerlei Emotion! Es war ein derart aufregender, weil faszinierender Anblick, dass das Ergebnis ein Finale des ‚Gloria‘ war, wie ich es mir bis dahin noch nie entrungen hatte!“

Die Generalprobe in der riesigen, leeren Halle muss ein schreckliches Erlebnis gewesen sein. Rückblickend schrieb sie dazu: 

„Das Quartett der Blechbläser [im Sanctus] klang wie ein Schwarm Mücken.“

Für die Aufführung bedurfte es 1000 Mitwirkender, die Menge der Zuhörer bei der Uraufführung war nicht minder imposant: Mehr als zwölftausend Zuhörer waren in der riesigen Festhalle zugegen und die Messe wurde sehr gut angenommen. Smyths persönlicher Gönner, George Bernard Shaw, war begeistert und auch The Times jubilierte:

„Dieses Werk stellt die Komponistin eindeutig unter die bekanntesten Komponisten ihrer Zeit, und mit Leichtigkeit an die Spitze all derer, die ihrem Geschlecht angehören. Was an der Messe besonders auffällt, ist das völlige Fehlen der Elemente, die man gemeinhin mit femininer Musik in Verbindung bringt; es ist durchweg männlich, meisterhaft im Aufbau und in der Ausführung, und besonders bemerkenswert wegen der kunstfertigen und satten Färbung der Orchestrierung.“

Trotz ihres Ersterfolges wurde die Messe erst am 7. Februar 1924, also nach 31 Jahren, unter Adrian Boult in Birmingham wieder aufgeführt. Die Komponistin selbst hatte sich nach zufälligem Erinnern an das Werk um seine Wiederaufführung bemüht, stieß aber zunächst auf Widerstand seitens des Verlages. Für diese Wiederaufführung nahm Smyth einige Veränderungen vor, vor allem im Chor- und Orchestersatz. In den schnelleren Sätzen reduzierte sie zum Teil erheblich die Metronomzahl. Sowohl die selbstkritische Smyth als auch das Publikum waren von der zweiten Aufführung gleichermaßen begeistert. Shaw schrieb Smyth: 

“Dear Dame Ethel, – Thank you for bullying me into going to hear that Mass. The originality and beauty of the voice parts are as striking today as they were 30 years ago, and the rest will stand up in the biggest company. Magnificent! You are totally and diametrically wrong in imagining that you have suffered from a prejudice against feminine music. On the contrary you have been almost extinguished by the dread of masculine music. It was your music that cured me for ever of the old delusion that women could not do men’s work in art and other things. (That was years ago, when I knew nothing about you, and heard an overture – ‘The Wreckers’ or something – in which you kicked a big orchestra all round the platform.) But for you I might not have been able to tackle St Joan, who has floored every previous way playwright. Your music is more masculine than Handel’s. Your dear big brother,”

„Liebe Dame Ethel, – danke, dass Sie mich so lange tyrannisiert haben, bis ich mich aufgerafft habe, die Messe zu hören! Die Originalität und die Schönheit der Solopartien sind heute noch so beeindruckend wie vor 30 Jahren, und das übrige wird in der besten Gesellschaft Bestand haben. Großartig! Sie sind total und diametral im Unrecht, wenn Sie glauben, dass Sie unter einem Vorurteil gegen weibliche Musik gelitten hätten. Im Gegenteil: Sie wurden beinahe vernichtet durch die Ängste ‚maskuliner‘ Musik. Es war Ihre Musik, die mich für immer von der alten Wahnvorstellung geheilt hat, dass Frauen auf dem Gebiet der Kunst und auch sonstwo keine Männerarbeit tun könnten. (Das war vor Jahren, als ich nichts über Sie wusste und eine Ouvertüre hörte – ‚The Wreckers‘ oder so ähnlich – bei welcher Sie ein großes Orchester auf dem Podium herumwirbelten.) Erst durch Sie habe ich mich mit der heiligen Johanna beschäftigen können, die früher jeden Dramatiker scheitern ließ. Ihre Musik ist männlicher als die von Händel […] Ihr lieber großer Bruder“

## Das Werk
Die Messe ist Smyths Freundin Lady Pauline Trevelyan (?–1897) gewidmet, die dem römisch-katholischen Glauben angehörte. Sie gehörte damit zu einer Minderheit im Vereinigten Königreich, die in verschiedenen Belangen bis zum Papists Act 1778 sogar deutlich benachteiligt und ausgegrenzt waren. Die Situation kann nach 1829 mit dem Catholic Relief Act als endgültig beendet angesehen werden, jedoch dürfte dieses Dilemma der Vorgeneration im ausgehenden 19. Jahrhundert noch im Bewusstsein vieler gesteckt haben. Mit der „Befreiung“ wurde innerkirchlich und vor allem liturgisch eine besondere Prägung ausgelöst. Die anglikanisch-katholische Kirche galt lange Zeit als „katholischer“ als die Römische Kirche, die Liturgie wurde vielfach in Latein abgehalten. Der Grund, warum Smyth den lateinischen Messtext vertonte, könnte jedoch auch ein anderer gewesen sein.:202–204
Kritiker mutmaßten, in dem Werk komme die tiefe Liebe zwischen den beiden Frauen zum Ausdruck. Dieser naheliegende Aspekt wird von der Forschung inzwischen etwas differenzierter gesehen: Obwohl in den westlichen Ländern in der Dekade, in der das Werk uraufgeführt wurde, praktisch keine anderen Werke dieser Gattung komponiert wurden, wird die Intention von der Cäcilien-Bewegung ausgegangen sein, die seit 1860 und dann verstärkt in den 1870er Jahren Fuß fasste. Zu jener Zeit wurden kirchliche Messen – wenn überhaupt – für kleine Besetzung geschrieben. Hier handelt es sich aber eindeutig um ein Orchesterwerk für anspruchsvolle Musiker und Solisten. Es steht damit in der Tradition von Beethovens gleichfalls in D-Dur gesetzter Missa solemnis. Beachtenswert ist weiterhin, dass der seinerzeit wohl bedeutendste britische Komponist und Musiklobbyist Charles Villiers Stanford im Jahr der Uraufführung der Smyth'schen D-Dur-Messe gleichfalls begann, eine Messe zu schreiben; eine Inspiration darf vorausgesetzt werden.:202
Die Messe ist nach dem Ordinarium aufgebaut, hat jedoch eine abweichende Reihenfolge, indem das Gloria erst als letzter Satz erklingt: Die sechs Sätze lauten Kyrie, Credo, Sanctus, Benedictus, Agnus Dei und Gloria. Für Ethel Smyth war das Gloria in den Messen das prächtigste Stück generell. Während ihres München-Aufenthaltes und ihrer Bekanntschaft mit Pauline Trevelyan besuchte sie besonders gerne die Münchner Kirchen und kath. Gottesdienste. Für Ethel Smyths Geschmack musste deshalb das Gloria als krönender Abschluss an den Schluss.

## Besetzung
Solisten: Sopran, Alt, Tenor, Bass. Gemischter Chor SATB (auch geteilt: SSAATTBB). Orchester: 2 Flöten, 2 Oboen (auch Englischhorn), 2 Klarinetten, 2 Fagotte, Kontrafagott, 4 Hörner, 2 Trompeten, 3 Posaunen, Tuba, Pauken, Schlagzeug (Kleine Trommel, Becken), Orgel, Streicher.
Die Aufführungsdauer beträgt ca. 65 Minuten.